# Złote przeboje akustycznie
Złote przeboje akustycznie – koncertowy album Urszuli, wydany 17 lutego 2017 roku przez wytwórnię płytową Universal Music Polska. Złote przeboje akustycznie to zapis trasy koncertowej Urszuli i kwartetu smyczkowego Aukso, podczas którego zaprezentowano największe przeboje Urszuli w nowych aranżacjach.

## Spis utworów
| Nr  | Tytuł utworu                                                                                          | Długość |
| --- | --- | ------- |
| 1.  | „Dnie-ye” (Stanisław Zybowski, Urszula Kasprzak)                                                      |         |
| 2.  | „Na sen” (Stanisław Zybowski, Urszula Kasprzak)                                                       |         |
| 3.  | „Malinowy król” (Romuald Lipko, Marek Dutkiewicz)                                                     |         |
| 4.  | „Anioł wie” (Stanisław Zybowski, Urszula Kasprzak)                                                    |         |
| 5.  | „Emocje” (Piotr Mędrzak, Urszula Kasprzak)                                                            |         |
| 6.  | „Rysa na szkle” (Stanisław Zybowski, Bogdan Olewicz)                                                  |         |
| 7.  | „Baw mnie” (Seweryn Krajewski, Jacek Cygan)                                                           |         |
| 8.  | „Many rivers to cross” (Jimmy Cliff)                                                                  |         |
| 9.  | „Skaczę na dach” (Martin Brammer, Nick Nice, Pontus Soderqvist; Urszula Kasprzak, Maciej Winogrodzki) |         |
| 10. | „Biała droga” (Stanisław Zybowski, Urszula Kasprzak)                                                  |         |
| 11. | „Niebo dla ciebie” (Stanisław Zybowski, Urszula Kasprzak)                                             |         |
| 12. | „Dziś już wiem” (Łukasz Pilch, Urszula Kasprzak)                                                      |         |
| 13. | „Konik na biegunach” (Jacek Dybek, Franciszek Serwatka)                                               |         |
| 14. | „Dmuchawce, latawce, wiatr” (Romuald Lipko, Marek Dutkiewicz)                                         |         |
| 15. | „Woodstock '94” (Stanisław Zybowski, Urszula Kasprzak)                                                |         |

## Skład zespołu
- Urszula Kasprzak
- Krzysztof Poliński
- Michał Burzymowski
- Sławomir Kosiński
- Piotr Mędrzak
- Dorota Kopka-Broniarz

- Piotr Steczek – skrzypce
- Zuzanna Janczak – skrzypce
- Mateusz Moś – skrzypce
- Jarosław Samson – altówka
- Krzysztof Krawczyk – wiolonczela

- Aranżacja Partii Kwartetu Smyczkowego – Piotr Steczek
- Rejestracja, Mix, Master – Adam Toczko
- Monitory – Mateusz Dereżyński
- Technika – Piotr Zybowski
- Oświetlenie – Grzegorz Prusinowski
- Produkcja – Vega Studio Co Uk Ltd – produkcja
- Manager – Tomasz Kujawski – manager
- Projekt okładki – Natalia Wójcik – projekt okładki
- Fotografia okładka – Magda Wunsche – fotografia okładki
- Pozostałe zdjęcia – Dominik Malik – zdjęcia